# Vicent Esteve i Montalvà
Vicent Esteve i Montalvà (Alzira, la Ribera Alta, 19 de febrer de 1956 - València, 30 de març de 2018) va ser un mestre i sindicalista valencià.
Fill d'un collidor i una treballadora de magatzem de taronja, des de molt jove, ja amb només 9 anys, va tenir clara la seva vocació per a exercir de mestre. Després de treballar a la indústria local d'Alzira i d'opositar a l'administració pública, després de l'aprovació de la Llei d'ús i ensenyament del valencià li va permetre accedir a l'ensenyament del valencià que aleshores s'incorporara a les aules. Va començar a exercir de mestre al País Valencià, a Torrent, La Serrania, Sagunt, València, etc. El seu compromís amb l'escola, la llengua i el seu país el van portar a implicar-se amb el sindicalisme, i més concretament amb el Sindicat de Treballadors de l'Ensenyament del País Valencià, l'STEPV, el seu sindicat, on va anar adquirint responsabilitats fins a arribar a ser membre del seu Secretariat Nacional, i també del Secretariat Confederal de l'STES (on va ser responsable de la política educativa, coordinant les negociacions amb el ministeri) o de la Intersindical Valenciana. Va estar implicat a Escola Valenciana, al Consell Escolar Valencià, a la Mesa per l'Ensenyament del Valencià, a les Escoles d'Estiu i als Moviments de Renovació Pedagògica o a l'Observatori Estatal de la Convivència Escolar. Totes aquestes responsabilitats les va alternar amb la seva principal vocació com a mestre a l'ensenyament primari, tot i que la seva necessitat per saber i comprendre el seu país el van portar a llicenciar-se en Història. Va col·laborar en diverses publicacions, amb nombrosos articles d'opinió i de propostes educatives de tota classe en la premsa sindical, com l'Allioli o El Clarión, i també en la premsa especialitzada, com Escuela o Comunidad Escolar.